# Нагай (посёлок)
 Нагай  — поселок в Черемшанском районе Татарстана. Входит в состав Шешминского сельского поселения.

## География
Находится в южной части Татарстана на расстоянии приблизительно 17 км по прямой на запад-северо-запад от районного центра села Черемшан на речке Лагерка.

## История
Основан на рубеже 1920-30-х годов.

## Население
Постоянных жителей было: в 1949—109, в 1958—100, в 1970—101, в 1979 — 67, в 1989 — 24, в 2002 − 3 (русские 33 %, мордва 67 %), 4 в 2010.